# (37591) 1991 TD4
1991 تي دي 4 (ويعرف أيضًا باسم (37591) 1991 تي دي 4 وفق تسمية الكوكب الصغير) (بالإنجليزية: 1991 TD4)‏ هو كويكب ضمن حزام الكويكبات؛ وترتيبه 37591 من حيث الاكتشاف.
اكتُشف هذا الجُرم الفلكي بواسطة كينيث جاي لورانس في 10 أكتوبر 1991.

## وصلات خارجية
- (37591) 1991 TD4 في قاعدة بيانات مختبر الدفع النفاث لأجرام النظام الشمسي الصغيرة

- الاكتشاف · مخطط المدار ·  العناصر المدارية · المعلمات المادية

- (37591) 1991 TD4 على موقع ويكي سكاي: DSS2, SDSS, GALEX, IRAS, Hydrogen α, X-Ray, Astrophoto, Sky Map, Articles and images